# 东南大学土木工程学院
东南大学土木工程学院源于1923年国立东南大学创建的土木工程学科，现设建筑工程系、建设与房地产系、工程力学系、桥隧与地下工程系、市政工程系。在2013年公布的教育部第三轮学科评估中位于土木工程一级学科第3位。

## 学术
1997年，东南大学土木工程系与交通学院环境工程系、数学力学系力学教研室成立土木工程学院，现设：
- 建筑工程系
- 建设与房地产系
- 工程力学系
- 桥隧与地下工程系
- 市政工程系。

结构工程学科为国家重点学科，防灾减灾工程及防护工程学科为江苏省国家重点学科培育点。，出版教材和专著190余部。

## 校友
- 茅以升，1923年创建国立东南大学土木学科
- 徐百川，1931年中央大学土木系毕业，1950年起任土木系系主任，1980年改任名誉系主任
- 梁治明，1949年任南京大学土木系主任。1946年8月起任中央大学土木系教授，直至1990年病逝。
- 刘树勋，
- 丁大钧
- 方福森
- 胡乾善
- 唐念慈
- 鲍恩湛
- 李荫余
- 吕志涛
- 蒋永生

- 黄文熙，国立中央大学土木系1929年毕，中国科学院学部委员
- 吴中伟，国立中央大学土木系1940年毕业，中国工程院院士
- 胡聿贤，国立中央大学土木系1941-1944就读，中国科学院学部委员
- 钱宁，国立中央大学土木系1943年毕业，中国科学院学部委员
- 周镜，南京中央大学土木系1942-1944就读，中国工程院院士
- 黄熙龄，国立中央大学土木系1949年毕业，中国工程院院士